# 두룽족
두롱족 또는 독룡족(独龙族, Dúlóng Zú)은 중국 소수민족 중의 하나로, 인구는 약 6천 명으로서 중국 정부에 의해 공인된 56개의 소수민족 중 53번째로 많은 민족이다. 윈난성 북서부의 궁산 두룽족 누족 자치현에 거주하며, 대부분은 두롱 강 유역의 골짜기에 분포한다.

## 역사
두롱족의 기원에 대한 문헌은 거의 남아있지 않다. 당나라 대에 두롱족은 대리국의 관할구역이었고, 원나라 대에서 청나라 대에 이르기까지는 주변의 티베트족 또는 나시족 통치자들에게 복속하면서 중국이나 티베트에 공물을 바친 것으로 보인다. 

## 문화
이들은 본래 씨족 기반의 사회를 이루고 살았으며, 중국 정부가 들어오기 전까지 15개의 씨족(nile로 불림)이 존재하고 있었다. 이들은 더 자세히 마을에 따라 나누어졌으며, 다른 씨족 간의 혼인은 금기시되었다.
근현대에 일부는 기독교로 개종했으나 대다수는 오래 전부터 믿어오던 원시 애니미즘 신앙을 유지했다. 이들은 모든 생명이 영혼을 가지고 있다고 믿으며, 악령을 물리치기 위해 샤먼을 매개하여 동물을 제물로 바치는 의식을 치렀다.

## 언어
두롱족은 중국티베트어족의 하나인 두롱어를 말한다. 이 언어는 기록되지 않으며, 과거에는 통나무에 눈금을 새겨서 기록을 하여 메시지를 전달한 적도 있었다. 최근의 가설에 의하면 눙어군(Nung)에 속하여 누족과 가까운 관계에 있다.

## 같이 보기
- 중국의 민족